# Вяткин, Виктор Александрович
Виктор Александрович Вяткин (26 июня 1967, Новосибирск — 13 сентября 2018, Севастополь) — советский и украинский боксёр, украинский и российский тренер по боксу. Мастер спорта СССР по боксу. Чемпион УССР (1989, 1990), чемпион Украины (1991). Тренер высшей категории.

## Биография
Родился 26 июня 1967 года в Новосибирске. Боксом начал заниматься в 11 лет в спортивном клубе "Чкаловец" ДСО "Труд" у тренера Сергея Котельникова. Победитель первенства Министерства просвещения РСФСР среди юношей 1981 года. Победитель первенства ДСО "Зенит" среди юношей 1983 года. С 1985 года проходил службу на Черноморском флоте. В составе сборной ВВС ЧФ стал чемпионом Крымской области 1986 года. С апреля 1986 года служил в 134-й спортроте Черноморского флота. Победитель Спартакиады Черноморского флота в 1986-1990 годах. Финалист чемпионата СА и ВМФ среди юниоров 1986 в Хабаровске. Победитель всесоюзного турнира памяти  С. Хохрякова в Копейске в 1987 году. Финалист международного турнира "Тракия" в Софии в 1987 году. Чемпион города Москвы 1988 года. Финалист чемпионата ВС СССР 1989 года в Алма-Ате. Участник Спартакиады дружественных армий в Будапеште в 1990 году. Чемпион УССР 1989, 1990, чемпион Украины 1991 года в категории до 51 кг. В спортивном клубе ЧФ проходил службу до 1993 года. Провёл 1 неудачный бой в профессионалах.
Работал тренером  по боксу в СШОР № 4 Севастополя. Внес большой вклад в развитие бокса в городе, по его инициативе и при содействии МКДЦ Дом Москвы был возрождён юношеский турнир «Мемориал Героев Севастополя».
Умер в сентябре 2018 года в Севастополе после продолжительной болезни.